# 五百城入彦皇子
五百城入彦皇子（いおきいりびこのみこ、『日本書紀』に因る）は、古墳時代の皇族。景行天皇の子で、母は八坂入媛命。同母兄に成務天皇などがいるほか同母弟が5人、同母妹が5人、異母兄弟に日本武尊など68人いるといわれる（うち名が伝わっているのは46人）。父景行天皇は、それらの皇子たちをそれぞれの国や郡に封じたが、彼と成務・日本武尊の3人だけは封じなかったと、日本書紀に書かれている。そのうち日本武尊は熊襲征討に行かせたことから、彼は万一成務天皇に何かあった場合の予備だったと考えられる。子に品陀真若王（応神天皇の皇后・仲姫命の父）がいる。

## 気入彦命
気入彦命（けいりひこのみこと）は、景行天皇の皇子。
『新撰姓氏録』左京皇別上の御使（みつかい）朝臣条によれば、気入彦命は応神天皇の詔を奉じて、逃亡した宮室の雑使らを三河国で捕らえ、その功績によって御使（みつかい）連の氏姓を賜ったという。『新撰姓氏録』右京皇別下にも、御立（みたち）史（ふひと）が気入彦命の後裔と記されている。『古事記』『日本書紀』の双方にはこの皇子の名は見えないが、名前の類似点から五百城入彦皇子と同一人物と考える説もある。